# Sanford (Florida)
Sanford és una població dels Estats Units, seu del comtat de Seminole, a l'estat de Florida. Segons el cens del 2009 tenia 50.998 habitants.

## Demografia
Segons el cens del 2000, Sanford tenia 38.291 habitants, 14.237 habitatges, i 9.168 famílies. La densitat de població era de 773,6 habitants/km².
Dels 14.237 habitatges en un 31,8% hi vivien nens de menys de 18 anys, en un 39,5% hi vivien parelles casades, en un 19,2% dones solteres, i en un 35,6% no eren unitats familiars. En el 27% dels habitatges hi vivien persones soles el 9,6% de les quals corresponia a persones de 65 anys o més que vivien soles. El nombre mitjà de persones vivint en cada habitatge era de 2,57 i el nombre mitjà de persones que vivien en cada família era de 3,13.
Per edats la població es repartia de la següent manera: un 26,8% tenia menys de 18 anys, un 10,7% entre 18 i 24, un 32,5% entre 25 i 44, un 19,4% de 45 a 60 i un 10,5% 65 anys o més.
L'edat mediana era de 32 anys. Per cada 100 dones de 18 o més anys hi havia 96,9 homes.
La renda mediana per habitatge era de 31.163 $ i la renda mediana per família de 36.687 $. Els homes tenien una renda mediana de 28.101 $ mentre que les dones 21.723 $. La renda per capita de la població era de 15.219 $. Entorn del 13,2% de les famílies i el 17,8% de la població estaven per davall del llindar de pobresa.

## Poblacions més properes
El següent diagrama mostra les poblacions més properes.